# Miroslav Plch
Miroslav Plch (* 21. dubna 1953) je český podnikatel a politik, od roku 2010 zastupitel městyse Sovínky, člen TOP 09.

## Život
Vystudoval střední průmyslovou školu elektrotechnickou. V roce 1991 založila jeho rodina společnost UNISPO Bezno, která se zabývá výrobou komponentů pro oblast automobilového průmyslu. Firmu vede spolu se svými dětmi a je jejím jednatelem.
Miroslav Plch žije v městysi Sovínky na Mladoboleslavsku.

## Politická kariéra
V komunálních volbách v roce 1998 kandidoval jako nestraník za KDU-ČSL do Zastupitelstva obce Sovínky, ale neuspěl.
Později se stal členem TOP 09. V komunálních volbách v roce 2010 byl za tuto stranu zvolen zastupitelem městyse Sovínky. Ve volbách v roce 2014 mandát zastupitele městyse obhájil jako člen TOP 09 na kandidátce subjektu "Občané za výstavbu obce s podporou TOP 09".
Ve volbách do Senátu PČR v roce 2018 kandidoval za TOP 09 v obvodu č. 38 – Mladá Boleslav. Se ziskem 4,84 % hlasů skončil na 6. místě.